# Élections législatives françaises de 2012
Les élections législatives françaises de 2012 se tiennent sur deux tours les 10 et 17 juin 2012 (en France d'outre-mer et pour les Français établis hors de France, les élections sont avancées de quelques jours) avec pour but de renouveler pour cinq ans, selon un mode de scrutin uninominal majoritaire à deux tours, les 577 sièges de députés de l'Assemblée nationale, chambre basse du Parlement français, et d'élire la XIVe législature de la Cinquième République.
Ce scrutin fait partie de la même séquence électorale que l'élection présidentielle des 22 avril et 6 mai 2012, remportée par le candidat socialiste François Hollande. Il voit la victoire de la nouvelle majorité présidentielle et donne une assise à la coalition gouvernementale du gouvernement Ayrault, le Parti socialiste et ses alliés obtenant une majorité absolue pour la première fois depuis les élections de 1997 ; il s'agit de la première fois sous la Cinquième République que la gauche remporte des élections législatives ordinaires et non anticipées à la suite d'une dissolution de l'assemblée nationale. Le scrutin connaît alors un record d'abstention depuis 1958, battant le précédent record de 2007.
Cinq des 577 circonscriptions voient leur résultat annulé, ce qui conduit à l’organisation de législatives partielles dans les mois qui suivent.

## Contexte institutionnel

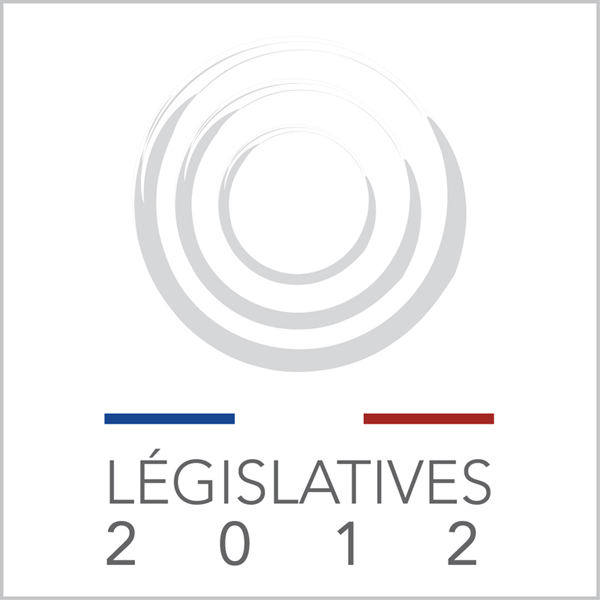
Logo officiel des élections législatives 2012 - ministère de l'Intérieur.

Ces élections législatives font partie d'une même séquence électorale que l'élection présidentielle. En effet, dans un premier temps, le mandat présidentiel quinquennal est instauré en 2000 par voie référendaire, en lieu et place du septennat en vigueur depuis la loi du 20 novembre 1873. Ensuite, la loi organique du 15 mai 2001 fixe au 3e mardi du mois de juin la fin des pouvoirs de l'Assemblée nationale, cinq ans après son élection, soit quelques semaines après l'élection du président de la République, l'objectif affiché de cette concordance étant de réduire le risque de cohabitation, et de confirmer le principe de « légitimité subordonnée », la seconde élection servant à confirmer la première. Pour l'année 2012, cinq semaines séparent le second tour de l'élection du président de la République, le 6 mai, du premier tour de celle des députés français, le 10 juin.
Ces élections sont aussi marquées par deux changements importants :
- Le redécoupage des circonscriptions législatives de 2010 pour tenir compte de l'évolution de la démographie française et répondant à une demande du Conseil constitutionnel, demande renouvelée depuis 1999 aux différents gouvernements qui se sont succédé. Le nombre total de députés, 577, désormais inscrit dans la Constitution depuis la réforme de la constitution française de juillet 2008, reste cependant inchangé. L'ordonnance no 2009-935 a été ratifiée par le Parlement, après deux navettes, le 21 janvier 2010, et validée par le Conseil constitutionnel le 18 février suivant[5].
- L'élection pour la première fois de députés représentant les Français établis hors de France[6]. En effet la réforme de juillet 2008 de la Constitution française établit que « les Français établis hors de France sont représentés à l'Assemblée nationale et au Sénat » (article 24). Un projet de loi a donc été présenté en septembre 2008 en Conseil des ministres pour que les Français établis hors de France soient désormais représentés à l'Assemblée nationale avec, si le projet est adopté en l'état, l'élection de députés au scrutin uninominal majoritaire à deux tours (identique au mode d'élection des autres députés) avec de nouvelles circonscriptions hors du territoire français. Jusqu'à présent, les Français de l'étranger n'étaient représentés qu'au Sénat avec 12 sénateurs élus par l'Assemblée des Français de l'étranger. Ces députés pourront être élus par internet[7], ce qui a fait réagir certains partis[8], notamment sur les problématiques de sécurité du vote, d'impossibilité du recomptage des voix et de possibilité de coercition des votants. Par ailleurs, un électeur inscrit à l'étranger peut détenir trois procurations d'électeurs inscrits à l'étranger, ou deux d'électeurs inscrits à l'étranger et une d'électeur inscrit en France, alors qu'un électeur inscrit en France ne peut en avoir que deux[9],[10].

## Déroulement du scrutin

### Dépôt des candidatures
Pour la métropole, les candidatures étaient à déposer entre le 14 mai et le 18 mai 2012 à 18 h.
En revanche, pour les candidats aux postes de représentants des Français de l'étranger, le dépôt des candidatures se fit entre le 7 mai et le 11 mai 2012 à 18 h (heure de Paris), pour le premier tour et entre la proclamation des résultats par la commission électorale et le mardi 5 juin 2012 à 18 h pour le second tour.
En Polynésie française, les candidatures devaient être déposées avant le vendredi 11 mai 2012 pour le premier tour de scrutin.

### Dates du scrutin
Les deux tours se déroulent respectivement les dimanches 10 et 17 juin 2012 en France métropolitaine, à La Réunion, à Mayotte et en Nouvelle-Calédonie.
Toutefois, en raison des décalages horaires, ils ont lieu les samedis 9 et 16 juin 2012 dans les Antilles françaises (Guadeloupe, Martinique, Saint-Martin et Saint-Barthélemy), en Guyane et à Saint-Pierre-et-Miquelon.
Dans les ambassades et consulats à l'étranger, le premier tour se déroule le dimanche 3 juin 2012, alors que le vote par Internet est ouvert du mercredi 23 mai au mardi 29 mai. De même, le vote par Internet pour le second tour est possible du mercredi 6 juin au mardi 12 juin (vote à l'urne le dimanche 17 juin). Font exception les postes diplomatiques et consulaires situés sur le continent américain, y compris Hawaï, ainsi que la Polynésie française, où le premier tour se déroule le samedi 2 juin et le second tour le samedi 16 juin 2012. Deux semaines sont en effet nécessaires pour la campagne entre les deux tours, le territoire de la Polynésie française étant éparpillé sur une surface équivalente à celle de l'Europe.

### Mode de scrutin
L'élection des députés à l'Assemblée nationale se déroule selon un mode de scrutin uninominal majoritaire à deux tours dans chacune des 577 circonscriptions. Pour être élu dès le premier tour, le candidat doit réunir la majorité absolue des suffrages exprimés et un nombre de voix au moins égal au quart des électeurs inscrits. Si aucun des candidats ne satisfait ces conditions, un second tour est organisé, pour lequel ne peuvent se maintenir que les candidats du premier tour ayant réuni au moins 12,5 % des électeurs inscrits. Si cette exigence est satisfaite par aucun ou un seul candidat, les deux candidats ayant recueilli le plus grand nombre de suffrages peuvent se présenter à ce second tour.

## Prévisions électorales
Depuis les débuts de la Ve République, quand les élections législatives se sont déroulées dans la foulée de son investiture, le président élu a toujours disposé à l'Assemblée nationale d'une majorité absolue ou relative,.

### Sondages
Le scrutin a lieu sur le mode du scrutin uninominal majoritaire à deux tours, ce qui rend difficile les projections en sièges, d'où la prudence des sondeurs, qui concentrent leurs efforts sur les projections en total des voix pour l'ensemble des partis.
En octobre 2011, Le Monde publie avec l'Observatoire de la vie politique et parlementaire une étude qui, à partir de l'analyse des scrutins locaux canton par canton depuis 2007, prévoit une majorité de gauche quel que soit le résultat de l'élection présidentielle. Selon cette étude, la gauche peut raisonnablement espérer emporter 300 sièges, sachant que la majorité absolue est 289 sièges.
C'est même Alain Marleix, le ministre chargé de la nouvelle carte électorale, qui a prévenu Nicolas Sarkozy des difficultés qu'il y aurait à faire « voter quatre fois de suite pour le même camp », alors qu'il y a des dissensions nombreuses : premièrement trop de dissidents en outre-mer ; ensuite, le même schéma en métropole dans des circonscriptions à droite ; enfin et surtout, le centre et l'extrême droite qui pourraient provoquer de nombreuses triangulaires favorables à la gauche.
À l'inverse, Martial Foucault, professeur de sciences politiques à l'Université de Montréal, estime, à partir de facteurs sociaux, économiques et démographiques, ainsi que les différences idéologiques, que la présidentielle sera plus serrée que prévu, mais qu’il n'y a pas de raison de croire à l’hypothèse d’un président vainqueur en mai mais sans soutien majoritaire en juin.

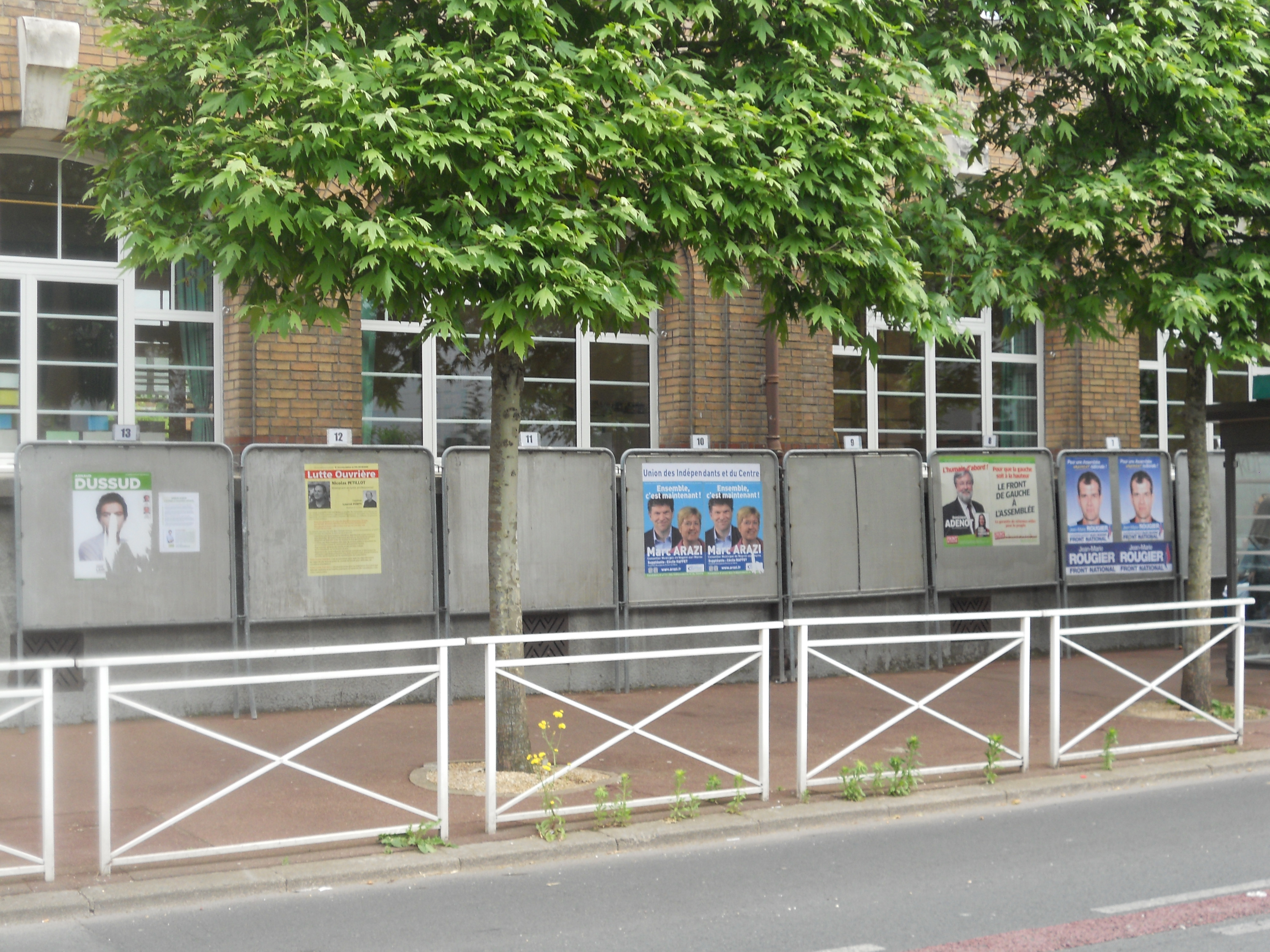
Panneaux de la campagne électorale officielle dans la cinquième circonscription du Val-de-Marne. (L'un d'eux a été en partie arraché, ce qui se produit fréquemment.)

## Campagne
Les candidats ont la possibilité de se rattacher à l'un des 44 partis dont la liste figure dans un arrêté du ministère de l'Intérieur, afin de bénéficier d'une aide de l'État au financement de la campagne électorale. Pour ces élections, 6 611 candidatures validées par le ministère de l'Intérieur ont été déposées en métropole et outre-mer. Après désistements et invalidations, ce sont 6 603 candidats qui se sont présentés aux électeurs, soit moins que les 7 600 de 2007 ou les 8 400 de 2002 ; parmi eux, 2 649, soit 40 %, sont des femmes.

### Durée et supports
La campagne commence en métropole le 21 mai, la veille pour les DOM-TOM, le 14 en Polynésie française (où les distances rendent l'acheminement plus lent).
À la télévision, les clips de campagne sont diffusés pendant trois semaines (deux semaines avant le premier tour et entre les deux tours) sur les chaînes de France Télévisions, qui les produit. La majorité sortante bénéficie de 3 heures au premier tour et 1 h 30 au second (dont : les trois quarts pour l'UMP, un quart pour le Nouveau Centre), de même pour l'opposition sortante (dont : les trois quarts pour la majorité présidentielle, un quart pour le Front de gauche). Les autres mouvements ayant présenté plus de 75 candidats bénéficient de 7 minutes au premier tour et 5 minutes au second.

### Gouvernement
Différents scénarios peuvent changer le rapport de forces du Parlement vis-à-vis de l'exécutif Hollande-Ayrault.
1. Le Parti socialiste remporte, seul, une majorité absolue, à partir de 289 députés ;
2. Le Parti socialiste n'obtient qu'une majorité relative, mais une majorité absolue est obtenue en incluant Europe Écologie Les Verts ou les radicaux de gauche, au gouvernement, cependant tout groupe parlementaire (à partir de 15 députés) bénéficie d'une autonomie accrue dans les débats ;
3. Le gouvernement compose avec quatre partis : les trois suscités, ainsi que le Front de gauche, en mesure d'avoir un groupe parlementaire (le premier ministre n'excluant pas une participation gouvernementale[29]) ;
4. Le gouvernement compose avec 3 partis et recherche une majorité texte après texte, avec le Front de gauche et des centristes du MoDem ;
5. La majorité de droite sortante est reconduite et, étant capable de censurer le gouvernement Ayrault, l'élection entraîne une cohabitation (objectif du secrétaire général de l'UMP Jean-François Copé[30]) ou une union nationale.

Deux autres cas dignes d'être remarqués :

#### Période de remplacement
Un article du Nouvel Obs faisait remarquer que deux dispositions constitutionnelles favoriseront l'opposition au gouvernement en début de session. Premièrement, d'après l'article 23, un ministre ne peut être député et s'il est élu député, il doit laisser son siège à son remplaçant. Deuxièmement, l'article LO153 du Code électoral, datant de 1964, précise que le droit de vote à l'assemblée est retiré au ministre pendant un mois à compter de sa nomination, mois à l'issue duquel le ministre peut décider de laisser son siège à son suppléant.
Or 26 ministres du gouvernement sont en campagne. Si — selon la nouvelle tradition — une victoire dans leur circonscription les maintenait au gouvernement, elle n'apporterait aucune voix aux projets et propositions de lois socialistes soumises à l'Assemblée pendant le mois suivant les élections législatives.
D'après Michel Rocard, qui vécut la même expérience en 1988 : « face au blocage systématique, rien n'est possible ».

#### Révisions constitutionnelles
Le nombre de députés d'un camp (droite ou gauche) qui doivent être élus pour effectuer des révisions constitutionnelles sans le soutien de l'autre sont de 378 députés pour la gauche et 384 pour la droite, c'est-à-dire largement au-dessus de ce qui est envisagé. François Hollande a lui-même admis lors du débat de l'entre-deux-tours que la mise en place en 2013 du droit de vote des étrangers aux élections municipales de 2014 requerrait des voix de droite.

### Extrême gauche
Lutte ouvrière présente des candidats dans 552 circonscriptions, incluant les 539 circonscriptions de la métropole, cinq circonscriptions réunionnaises et huit candidatures communes avec Combat ouvrier aux Antilles.
Le Nouveau Parti anticapitaliste (NPA) est lui présent dans 339 circonscriptions, dont une trentaine réservées à son courant minoritaire, la Gauche anticapitaliste, qui s'est souvent affiliée à une association de financement distincte de celle du NPA : Solidarité, écologie, gauche alternative (SEGA). Le NPA soutient en tout 364 candidats, des accords locaux ayant pu être passés avec d'autres organisations (principalement les Alternatifs et le Mouvement des objecteurs de croissance, mais aussi le Front de gauche dans quelques circonscriptions en Bretagne et dans le Limousin).
Le Parti ouvrier indépendant présente pour sa part 106 candidats. Le parti avait préféré se concentrer sur les élections législatives, et ne pas présenter de candidat à l'élection présidentielle de 2012, pour exprimer leur rejet des institutions « antidémocratiques ».

### Front de gauche
Le Front de gauche a investi des candidats dans 547 circonscriptions, et sera donc présent au premier tour dans la quasi-intégralité des circonscriptions de métropole et dans toutes les circonscriptions des Français établis hors de France. Un peu plus de 70 % de ces candidats seront issus du Parti communiste français (PCF) et une centaine du Parti de gauche (PG),, un certain nombre de candidatures étant en outre réservées aux autres partis et organisations politiques membres du Front de gauche ainsi qu'à des personnalités d'ouverture sans affiliation partisane. Ces candidatures seront toutes présentées sous l'étiquette politique « Front de gauche soutenu par le Parti communiste français, le Parti de gauche, la Gauche unitaire et les autres formations du Front de gauche ». Le PCF et les « Forces de gauche » (auxquelles seront affiliés les candidats Front de gauche membres d'autres organisations que le PCF) sont inscrits dans la liste des partis publiée au Journal officiel.
Le 12 mai, Jean-Luc Mélenchon, ex-candidat du Front de gauche à l'élection présidentielle du mois d'avril, annonce sa candidature dans la 11e circonscription du Pas-de-Calais, où il sera notamment opposé à la présidente du Front national, Marine Le Pen. Le 18 mai, le PG annonce qu'il se retire de deux circonscriptions comportant un risque d'élimination de la gauche au premier tour, la 7e de la Moselle et la 1re de l'Aube.

### Europe Écologie Les Verts
EELV présente des candidats dans pratiquement toutes les circonscriptions en fonction de l'accord avec le PS (voir précédemment). En vertu de l'accord, le PS soutient les candidats EELV dans une soixantaine de circonscriptions désignées par les échelons nationaux. En échange, les échelons régionaux se sont accordés sur des circonscriptions où EELV soutient des candidats PS.
À la suite de la saisie en référé du TGI de Paris par des militants mécontents, EELV doit procéder à une nouvelle désignation de ses candidats aux élections législatives dans 63 circonscriptions, car la répartition des circonscriptions entre les courants d'EELV n'est pas conforme aux statuts du mouvement
Le 22 mai, EELV annonce avoir investi 471 candidats, avec comme règle une stricte parité femme-homme, y compris au niveau des sièges jugés gagnables.
EELV a également passé un accord national avec le MEI, qui affirme avoir obtenu le soutien d'EELV dans une vingtaine de circonscriptions dont celle de son président, Antoine Waechter, qui bénéficiera en outre du soutien du PS à sa propre candidature dans le Haut-Rhin. Le MEI présentera en tout 80 candidats, dont 20 avec le soutien d'EELV, 45 dans les circonscriptions dans lesquelles EELV ne se présente pas et 15 dans des circonscriptions dans lesquelles EELV se présente, faute d'accord local entre les deux partis. 138 candidats en tout seront rattachés au MEI, qui soutient par ailleurs les candidats d'EELV dans 200 circonscriptions.
Après le second tour des élections législatives du 17 juin 2012, EELV obtient 17 députés et peut donc constituer un groupe parlementaire. Ce groupe comprend un 18e député, Paul Molac élu dans le Morbihan, soutenu par PS-EELV-UDB à la suite d'un accord entre EELV et l'UDB.

### Parti socialiste et alliés
Le Parti socialiste présente ou soutient des candidats dans toutes les circonscriptions. En vertu d'un accord électoral conclu avec EELV en novembre 2011, le PS apporte son soutien à des candidats issus de ce parti dans 60 circonscriptions, assurant à ce dernier l'élection d'au moins 15 députés, soit le nombre requis pour constituer un groupe parlementaire. Afin de rendre possible l'élection de quelques candidats d'origine non européenne (« issus de la diversité ») ainsi que d'un pourcentage élevé de candidates, le Parti socialiste leur a, comme en 2007, réservé des circonscriptions, 22 pour les minorités ethniques, 49 % pour les femmes,,.
Conformément à un accord national signé entre les deux partis, le PS soutient également des candidats du Parti radical de gauche (PRG) dans 32 circonscriptions, dont 20 jugées « gagnables », ce qui permettrait au PRG de pouvoir constituer son propre groupe politique en cas de victoire de la gauche. Cet accord de répartition est l'aboutissement d'un processus d'alliance entre les socialistes et les radicaux de gauche qui avait permis au président du PRG, Jean-Michel Baylet, de se porter candidat aux « primaires citoyennes » initiées par le PS.
Le PS soutient également des candidats du Mouvement républicain et citoyen (MRC) de Jean-Pierre Chevènement dans 9 circonscriptions, dont « 4 à 6 gagnables », conformément à un accord politique intervenu entre les deux partis le 7 mars 2012.

### Le Centre pour la France (Mouvement démocrate)
Le 10 mai 2012, François Bayrou lance un nouveau rassemblement dépassant le cadre de son parti, le Mouvement démocrate : « le Centre pour la France », les candidats qui porteront cette étiquette devant signer une charte d'engagements. 400 candidats se présentent sous l'étiquette CpF, dont 25 % ne sont pas encartés au MoDem. Le CpF soutiendra également un certain nombre de candidats issus du Nouveau Centre, de l'Alliance centriste, du Parti radical et du Parti radical de gauche ou des socialistes dissidents en fonction des contextes locaux.

### Partis du centre droit
Les deux principaux partis de centre droit issus de la majorité sortante, le Parti radical et le Nouveau Centre, sont présents aux élections législatives dans le cadre d'un accord national avec l'UMP. La plupart de leurs députés sortants ont reçu l'investiture de l'UMP, et d'autres candidats issus de leurs rangs seront présents en concurrence avec l'UMP dans un nombre restreint de circonscriptions.
Le Parti radical de Jean-Louis Borloo, qui a renoncé à son statut de parti associé à l'UMP en mai 2011, a investi 111 candidats issus de ses rangs le samedi 4 février 2012. 35 d'entre eux devraient obtenir le soutien de l'UMP dès le premier tour. Dans le but de compenser le manque lié à la perte du million d'euros mensuel autrefois versé par l'UMP à son ancien associé, le Parti radical a conclu un accord électoral et financier avec le parti écologiste « Le Trèfle », s'assurant l’obtention d'une somme de 800 000 euros de fonds publics : pour ce faire, 19 parlementaires du PR se sont affiliés au Trèfle, qui reverse au PR l'argent ainsi gagné en vertu des règles d'attribution de la deuxième fraction de fonds publics dévolus aux partis politiques habilités à percevoir des aides publiques. Le 11 avril 2012, est créée l'Union des radicaux, centristes, indépendants et démocrates, association loi de 1901 qui permettra de rattacher des candidats du Parti radical, des centristes et des indépendants comme le maire de Neuilly-sur-Seine.
Le Nouveau Centre a investi de son côté 127 candidats le 8 février 2012, essentiellement « dans des circonscriptions détenues par la gauche, des nouvelles circonscriptions issues du redécoupage électoral et des circonscriptions dans lesquelles le député sortant ne se représentait pas ». Au moins 23 des 24 députés NC sortants se représentent ; dans le Lot-et-Garonne et le Rhône, Jean Dionis du Séjour et Raymond Durand affrontent toutefois la concurrence d'un candidat UMP au premier tour. Le 22 mai, lors d'une conférence de presse commune, le Nouveau Centre et l'UMP ont fait part de leur volonté de mener campagne ensemble, en présentant des candidatures communes dans les deux tiers des circonscriptions.

### Debout la République
Lors de différentes entrevues, Nicolas Dupont-Aignan a annoncé que le parti qu'il préside Debout la République (DLR) présentera des candidats dans un maximum de circonscriptions. In fine 300 candidats issus de DLR sont finalement présents au premier tour dont 101 dépasseront le seuil de 1 % des voix. Nicolas Dupont-Aignan et François-Xavier Villain sont réélus au deuxième tour.

### Union pour un mouvement populaire
Le 28 janvier 2012, la commission nationale d'investiture de l'UMP valide 501 candidatures, dont seulement 28 % de femmes, ce qui devrait valoir au parti une amende d'environ quatre millions d'euros. Les 76 circonscriptions restantes sont « réservées », soit en raison de dissensions locales, soit pour permettre l'investiture de candidats issus d'autres partis. L'UMP a notamment prévu d'accorder son investiture aux députés sortants du Nouveau Centre qui auraient soutenu Nicolas Sarkozy dès le premier tour de l'élection présidentielle. L'UMP s'abstient également de présenter des candidats contre les députés sortants de République solidaire (Jean-Pierre Grand et Guy Geoffroy), et du Parti chrétien-démocrate (Dino Cinieri), de même que la plupart des députés sortants du Parti radical.

### Front national et alliés
Fin janvier, le FN a confirmé l'investiture de 340 candidats, et prévoyait d'investir les 237 restants entre fin février et début avril. Un tiers du total de ces candidatures sont réservées à des « personnalités de rassemblement » et à de nouveaux adhérents. Le 24 mars, Marine Le Pen annonce le lancement du « Rassemblement bleu Marine » (a également été envisagée l'appellation « Alliance pour un rassemblement national »), étiquette sous laquelle se présenteront « des candidats du FN, des candidats du Siel, mais aussi des candidats individuels qui nous ont rejoints, de partout, de la droite et de la gauche ». Le nom présent sur la liste des partis publiée au Journal officiel reste néanmoins « Front national ». Souveraineté, indépendance et libertés (Siel), parti fondé par l'ancien député européen Paul-Marie Coûteaux, présente une quarantaine de candidats dans le cadre de cette alliance. Dans un article publié le 22 mai, le quotidien Le Monde rapporte que seuls 8 % des 572 candidats investis par le FN n'en sont pas membres, soit une part sensiblement inférieure à celle annoncée au début de l'année.
Le 3 mai 2012, Louis Aliot et Florian Philippot sont nommés porte-parole du Front national pour les élections législatives. Marine Le Pen, excluant tout accord entre partis avec l'UMP, ne se déclare « pas fermée » à une entente et à des discussions au cas par cas avec des candidats UMP si ces derniers ne se trouvent pas impliqués dans des affaires judiciaires[réf. souhaitée].

### Autres partis
Le PPLD (Parti pour la décroissance) et le MOC (Mouvement des objecteurs de croissance), présentent une quarantaine de candidats[source insuffisante].
L'Alliance écologiste indépendante (AEI) affirme le 10 mars 2012 être en mesure de présenter 548 candidats aux élections législatives, dont certains issus d'organisations politiques alliées comme le Parti fédéraliste. L'AEI présente finalement 369 candidats[source insuffisante].
Le parti Solidarité et progrès de Jacques Cheminade présente 78 candidats, les politologues Florent Gougou et Simon Labouret notant qu'il est le seul parti ayant présenté un candidat aux élections présidentielles à ne pas avoir eu de candidats dans la moitié au moins des circonscriptions.
Lors de sa conférence de presse du 18 avril, le Parti pirate (PP) annonce avoir 42 candidats confirmés, et d'autres qui continuent d'être investis. Mi-mai, ce chiffre passe à 102 candidats. Le Parti pirate avait déjà participé à des élections législatives partielles. In fine 101 candidats représenteront le parti pirate, dont 25 dépasseront le seuil de 1 % des voix.
L'Union de la droite nationale présente en tout 70 candidats aux élections législatives, essentiellement dans le Nord-Pas-de-Calais, la Picardie et le Sud-Est. 45 de ces candidats sont issus du Parti de la France, 16 du Mouvement National Républicain et 2 de la Nouvelle Droite Populaire.
Le 13 février 2012, Christine Boutin annonce que le Parti chrétien-démocrate, qu'elle préside, présentera une centaine de candidats aux élections législatives conformément à une alliance conclue avec l'UMP en échange de son désistement à l'élection présidentielle.
L'Alliance royale, parti politique royaliste, espérait présenter 40 candidats sur toute la France grâce aux candidatures de dernières minute. Pour sa première participation à une élection législative, l'Alliance royale présente 34 candidats, ce qui rappelle les élections législatives de 1936, en nombre de candidatures royalistes. Ces candidats sont classés dans catégorie « autres » dans l'affichage des résultats.
Le Parti du vote blanc (PVB) présente 21 candidats + 6 candidats rattachés et obtient une moyenne nationale de 0,44 % des suffrages exprimés. Tous les candidats du PVB sont des volontaires non-professionnels de la politique.

### Enjeux financiers
Les allocations publiques des partis politiques ont été abaissées par la loi de finances 2012 de 80 à 76 millions. Sur les 330 partis, 41 reçoivent des fonds, partagés aux trois quarts par l'UMP et le PS. Les règles de financement public sont les suivantes :
- les partis n'ayant pas reçu 1 % des voix aux législatives dans 50 circonscriptions différentes ne sont pas éligibles au financement ;
- les partis éligibles reçoivent une somme d'1,60 € par voix ôtée des pénalités pour manquements à la parité des sexes ;
- un député alloue 42 228 euros au parti qu'il désigne.

C'est normalement la dernière fois que les élections législatives sont seules décideuses des montants alloués, les résultats aux élections territoriales entrant dans le compte à partir de 2014.

#### Affaire des kits de campagnes
En raison de la surévaluation de certains frais, l’État réclamait 11,6 millions d’euros de dommages et intérêts dans l'affaire des kits de campagnes facturés 16 650 euros. In fine, l'amende a été de de 250 000 €,,.

## Sondages

### Sondages nationaux
Des sondages contradictoires donnent alternativement les partis pour une majorité présidentielle de gauche (PS-EELV-PRG), ou bien la droite (UMP-NC) en tête au premier tour, mais, du fait de la poussée du Front national, le nombre d'élections triangulaires exploserait, permettant à la gauche de remporter une majorité.

## Candidatures

### Députés sortants
Des députés ont annoncé qu'ils ne se représentaient pas lors des élections de 2012. Parmi ceux qui ont en revanche confirmé leur candidature, certains se représentent dans d'autres circonscriptions que celles dans lesquelles ils furent élus. Cela est principalement dû au nouveau découpage des circonscriptions législatives qui a redessiné quelques contours, supprimé trente-trois circonscriptions et en a défini vingt-deux nouvelles en France et créé onze pour les Français résidents à l'étranger.

### Dissidences et cas singuliers
Le paysage politique éclaté suscite un nombre important de candidats dissidents.
À gauche, le Parti socialiste s'est imposé à lui-même un renouvellement des générations et a mis en place la parité des femmes et la discrimination positive des minorités visibles, ligne qui a poussé certains notables à la dissidence. En outre, les alliances avec EELV sont contestées, et aucun accord national n'a pu être trouvé avec le Front de Gauche pour faire barrage à l'extrême droite.
La recomposition des droites doit se faire alors que le Front national tente d'entrer à l'Assemblée, que le centriste François Bayrou veut former un « pôle central » négociant avec le gouvernement, que Nicolas Sarkozy, perdant, ne fait pas campagne pour l'UMP, qui fait face à la concurrence d'autres partis, avec lesquels cependant il peut s'allier : l'Alliance centriste, le Parti chrétien-démocrate, le Parti radical, et quelques indépendants.
Enfin, le redécoupage des circonscriptions législatives françaises de 2010 a, de fait, provoqué des conflits, par exemple, entre plusieurs députés d'un département perdant un siège.

#### Dissidences
|                        | Tendance locale en avril-mai              | Tendance locale en avril-mai              | Tendance locale en avril-mai              | Dissident                      | Dissident | Candidat officiel     | Candidat officiel |
| Circonscriptions       | % gauches                                 | % centre                                  | % droites                                 | Parti                          | Nom | Parti                 | Nom |
| ---------------------- | ----------------------------------------- | ----------------------------------------- | ----------------------------------------- | ------------------------------ | --- | --------------------- | --- |
| Dordogne, 2e           | 45 55                                     | 9                                         | 46 45                                     | PS (exclue du PS)              | Béatrice Patrie, ancienne députée européenne, conseillère municipale à Bergerac                                                        | EELV                  | Brigitte Allain (accord EELV-PS) (élue)                                                                                            |
| Saône-et-Loire, 3e     | 57 65                                     | 12                                        | 31 35                                     | PS (exclu)                     | Rémy Rebeyrotte, maire d'Autun, soutenu par Vincent Chauvet (MoDem)                                                                    | PS                    | Attribuée à Philippe Baumel, proche d'Arnaud Montebourg (élu)                                                                      |
| Ille-et-Vilaine, 1re   | 57 65                                     | 12                                        | 31 35                                     | PS (exclu)                     | Jean-Michel Boucheron, député sortant de la 1re depuis 31 ans                                                                          | PS                    | Marie-Anne Chapdelaine investie par le parti à la suite du vote des militants (60 %) (élue)                                        |
| Ille-et-Vilaine, 7e    | 42 50-                                    | 11                                        | 47 50+                                    | UMP                            | Gilles Lurton, adjoint au maire de Saint-Malo, conseiller général, soutenu par le sortant (élu)                                        | UMP                   | Nicolas Belloir |
| Morbihan, 4e           | 30 45                                     | 18                                        | 37 52                                     | PS (exclu)                     | Charles-Edouard Fichet, organisation dissidente au sein du PS de la circonscription                                                    | UDB                   | Paul Molac (accord UDB-EELV-PS) (élu)                                                                                              |
| Essonne, 7e            | 47 54                                     | 9                                         | 44 46                                     | UMP (exclue)                   | Laurence Spicher-Bernier, maire de Savigny-sur-Orge, exclue de l'UMP                                                                   | UMP                   | Françoise Briand, députée sortante, soutenue par l'UMP et la droite locale                                                         |
| Essonne, 7e            | 47 54                                     | 9                                         | 44 46                                     | PS                             | François Garcia, maire d'Athis-Mons, président de la communauté de communes « les Portes de l'Essonne »                                | EELV                  | Éva Sas, candidate soutenue par le PS (élue)                                                                                       |
| Essonne, 9e            | 45 52                                     | 9                                         | 46 48                                     | UMP                            | Philippe Brun, président de l'association « Draveil-Villages »                                                                         | UMP                   | Georges Tron, ancien ministre |
| Hauts-de-Seine, 9e     | 31 35                                     | 11                                        | 58 65                                     | UMP                            | Thierry Solère (élu), maire-adjoint de Boulogne-Billancourt, conseiller général                                                        | UMP                   | Claude Guéant, ministre de l'Intérieur (2011-2012), auparavant secrétaire général de l'Élysée                                      |
| Paris, 3e              | 54 58                                     | 10                                        | 36 42                                     | UMP                            | Thierry Coudert, ancien directeur de cabinet de Brice Hortefeux                                                                        | UMP                   | Valérie Paparemborde |
| Yvelines, 3e           | 32 36                                     | 12                                        | 56 64                                     | UMP                            | Olivier Delaporte, maire de La Celle-Saint-Cloud, soutenu par dix des treize maires de la circonscription (désistement au second tour) | UMP                   | Henri Guaino, conseiller spécial de Nicolas Sarkozy à l'Élysée (élu)                                                               |
| Moselle, 6e            | 38 47                                     | 7                                         | 55 MLP en tête 53                         | FN (exclu)                     | Éric Vilain, candidat local depuis 2004                                                                                                | FN                    | Florian Philippot, directeur stratégique de la campagne de Marine Le Pen (circonscription considérée gagnable)                     |
| Eure, 5e               | Droites à 55 % NS + MLP 52 % puis NS 53 % | Droites à 55 % NS + MLP 52 % puis NS 53 % | Droites à 55 % NS + MLP 52 % puis NS 53 % | PS (exclue)                    | Anne Mansouret, conseillère générale                                                                                                   | EELV                  | Jérôme Bourlet de la Vallée (accord EELV-PS) (éliminé)                                                                             |
| Eure, 5e               | Droites à 55 % NS + MLP 52 % puis NS 53 % | Droites à 55 % NS + MLP 52 % puis NS 53 % | Droites à 55 % NS + MLP 52 % puis NS 53 % | PS (exclue)                    | Hélène Ségura, conseillère régionale                                                                                                   | EELV                  | Jérôme Bourlet de la Vallée (accord EELV-PS) (éliminé)                                                                             |
| Nord, 3e               | 43 52                                     | 6                                         | 51 48                                     | PS (exclu)                     | Jean-Luc Pérat, député sortant de l'ancienne 24e                                                                                       | PS                    | Rémi Pauvros (élu) |
| Nord, 8e               | 53 61                                     | 6                                         | 41 39                                     | PS (exclu)                     | Dominique Baert, député sortant de la 8e (réélu)                                                                                       | EELV - PS             | Slimane Tir (accord EELV-PS) |
| Nord, 10e              | 41 47                                     | 8                                         | 51 53                                     | RPF                            | Christian Vanneste, exclu de l'UMP, député sortant de la 10e, député pendant 14 ans                                                    | UMP                   | Gérald Darmanin (élu) |
| Nord, 19e              | 49 61                                     | 5                                         | 46 39                                     | PS (exclue)                    | Marie-Claude Marchand, députée sortante de la 19e                                                                                      | PS                    | Anne-Lise Dufour-Tonini (élue) |
| Nord, 20e              | 45 56                                     | 6                                         | 49 44                                     | DVD (UMP)                      | Gilles Waddington | CPNT - UMP            | Monique Huon |
| Pas-de-Calais, 9e      |                                           |                                           |                                           | DVG (exclu)                    | Daniel Boys | PRG                   | Stéphane Saint-André (accord PS-PRG) (élu)                                                                                         |
| Pas-de-Calais, 12e     | 48 63                                     | 5                                         | 47 37                                     | DVG (ex-PS)                    | Jean-Pierre Kucheida, député sortant de la 12e                                                                                         | PS                    | Nicolas Bays, (élu) |
| Haute-Garonne, 3e      | 46 53                                     | 11                                        | 43 47                                     | PS                             | Alain Fillola, maire de Balma soutenu par le PRG, exclu du PS (désistement au second tour)                                             | EELV - PS             | François Simon, ancien du PS (jusqu’en 2001) EELV depuis 2009 (accord EELV-PS).                                                    |
| Haute-Garonne, 9e      | 56 64                                     | 8                                         | 36                                        | MRC « Socialiste républicain » | Thierry Cotelle, adjoint au maire de Toulouse, soutenu par un collectif mené par 5 maires socialistes locaux passibles d'exclusion     | PS                    | Christophe Borgel, adjoint au maire de Villepinte (Seine-Saint-Denis) (auto-désignation,) (élu)                                    |
| Haute-Garonne, 10e     | 51 59                                     | 10                                        | 39 41                                     | PS                             | Gilbert Hébrard, conseiller général et vice-président du conseil général de la Haute-Garonne exclu du PS                               | PS                    | Kader Arif, ministre délégué chargé des Anciens combattants (diversité) (élu)                                                      |
| Haute-Garonne, 10e     | 51 59                                     | 10                                        | 39 41                                     | PS                             | Daniel Ruffat, conseiller général | PS                    | Kader Arif, ministre délégué chargé des Anciens combattants (diversité) (élu)                                                      |
| Charente-Maritime, 1re | 53 56                                     | 5                                         | 42 44                                     | PS (exclu)                     | Olivier Falorni (élu), ancien premier secrétaire de la fédération PS de Charente-Maritime                                              | PS                    | Ségolène Royal, députée de la 2e des Deux-Sèvres de 1988 à 2007, prétendante à la présidence de l'Assemblée nationale (nomination) |
| Charente-Maritime, 2e  | 53 56                                     | 5                                         | 42 44                                     | DVG (ex-PS)                    | David Baudon | PS                    | Suzanne Tallard, maire d'Aytré (élue)                                                                                              |
| Vaucluse, 2e           |                                           |                                           |                                           | PS (exclu)                     | Michel Fuillet | EELV                  | Jacques Ollivier (accord EELV-PS)                                                                                                  |
| Isère, 6e              | 35 46                                     | 9                                         | 56 54                                     | DVD, République solidaire      | Renaud de Langlade, chef d'entreprises locales, soutenu par CAP21, les Centristes, Humanistes, Droite Sociale...                       | UMP, Droite populaire | Alain Moyne-Bressand, élu depuis 41 ans, député depuis 26 ans, sortant, conseiller général, maire de Crémieu (réélu)               |

### Curiosités

#### Homonymies
Dans la 1re circonscription du Lot, deux candidates portent le même nom de famille : Dominique Orliac, députée sortante, soutenue par le Parti socialiste et le Parti radical de gauche, et de Diane Orliac, candidate de Debout la République,.
Idem dans 6e circonscription du Var, où Alain Bolla (PCF - Front de Gauche) disputera des voix à Christophe Bolla (Alliance des Centres).
Idem dans la 2e circonscription de Corse-du-Sud où se présentent Jean-Christophe Angelini, candidat régionaliste et un candidat frontiste, Bernard Angelini.
Idem dans le Nord, où se présentent le député sortant communiste Alain Bocquet dans la 21e circonscription du Nord et la candidate frontiste Marie Bocquet dans la 16e circonscription du Nord.
D'autres candidats portent le même nom de famille que des personnalités politiques nationales. Gaspard Delanoë et Guillaume Fillon, candidats dans la région parisienne, mais qui n'ont aucun lien de parenté avec Bertrand Delanoë ou François Fillon.
En revanche, c'est bien la cousine de Ségolène Royal, Anne-Christine Royal, qui se présente dans la 10e circonscription de la Gironde, près de Libourne, sous l'étiquette Front national, parti dont elle est membre depuis 29 ans.
Jean-Yves Narquin, le frère de l'ancienne ministre Roselyne Bachelot, est candidat « bleu marine », soutenu par le Front national dans la 3e circonscription de Loir-et-Cher où il affronte un ancien collègue du gouvernement de sa sœur, Maurice Leroy.

#### Affrontement Kemel – Le Pen – Mélenchon
L'une des campagnes les plus commentées dans les médias est celle pour le siège de député de la onzième circonscription du Pas-de-Calais.
La circonscription est celle où Marine Le Pen, la candidate du Front national, fit son meilleur résultat à l'élection présidentielle de 2012. Elle est d'ailleurs au deuxième tour dans sa ville principale, Hénin-Beaumont, lors des élections municipales partielles de 2009.
La fédération locale du PS étant empêtrée dans des affaires judiciaires, Jean-Luc Mélenchon, candidat en avril et qui fit de l'opposition au Front national un axe majeur de sa campagne, choisit alors de s'y porter candidat. Il reçoit le soutien du PCF local. Au début, il est le favori des sondages, mais il n'accède pas au second tour et il est dépassé par le socialiste Philippe Kemel, qui l'emporte au second tour avec 26 812 voix contre 26 694 pour Marine Le Pen, élection confirmée par le conseil constitutionnel en décembre 2012.

#### Duel Royal – Falorni
Durant l'entre-deux-tours, l'attention des médias s'est concentrée sur le seul second tour entre la candidate socialiste Ségolène Royal et le dissident Olivier Falorni. Les instances du PS la nomment dans la première circonscription de la Charente-Maritime et Olivier Falorni, qui se présente en dissident, est exclu.
Alors que tout l'appareil du PS soutient Ségolène Royal, parfois sur le terrain, un tweet de Valérie Trierweiler défraie la chronique. Elle annonce dans celui-ci son soutien à M. Falorni, alors que son compagnon, le Président de la République, avait personnellement soutenu son ancienne compagne.
Ségolène Royal perd au second tour avec 37,03 % des voix exprimées.

#### Triangulaire Bayrou – Chabanne – Saubatte
François Bayrou a perdu son siège, qu'il détenait depuis 1986, dans une triangulaire face aux candidats du PS et de l'UMP (celle-ci ayant présenté un candidat contre lui, à la suite de sa déclaration de voter en faveur de François Hollande au deuxième tour de l'élection présidentielle).

#### Triangulaire Collard – Guyot – Mourrut
Gilbert Collard a été élu député du Gard sous l'étiquette « apparenté FN-RBM » en battant le député sortant Étienne Mourrut et la candidate socialiste Katy Guyot. Il est donc l'un des deux députés du Rassemblement bleu Marine, avec Marion Maréchal, qui font leur retour dans l'Assemblée où des élus de leur parti n'avaient pas siégé depuis 1997.

#### Ministres du gouvernement AyraultI
La vingtaine de ministres candidats, et qui jouaient là leur portefeuille, ont tous été élus, ce qui laisse sans effet la règle annoncée par le Premier ministre à l'encontre des ministres battus aux élections législatives.

#### Membres des gouvernements Fillon
Claude Guéant, dans une triangulaire face à un dissident de droite et un socialiste, Nadine Morano, Frédéric Lefebvre, Marie-Luce Penchard et Michèle Alliot-Marie, face à des socialistes, sont tous battus.
Rama Yade, sous les couleurs radicales, est battue dès le premier tour.
François Fillon est réélu, cette fois dans une circonscription parisienne, tout comme Valérie Pécresse dans les Yvelines, Nathalie Kosciusko-Morizet dans l'Essonne, Luc Chatel dans la Haute-Marne, Xavier Bertrand dans l'Aisne ou Marc Laffineur en Maine-et-Loire.

## Résultats

### Résultats nationaux

Composition de la nouvelle législature par nuance politique.

Couleur politique des députés élus par circonscription.

Vote majoritaire par commune de France métropolitaine lors du second tour des élections législatives.

- Alliance centriste - Centre pour la France - Nouveau Centre
- Divers droite
- Parti socialiste / divers gauche - Parti radical de gauche
- Europe Écologie Les Verts / Divers écologistes
- Front national / Extrême droite
- Front de gauche
- Union pour un mouvement populaire / divers droite
- Régionalistes
- Divers

| |                                   |                           |                           |                          |                          |        |  |  |
| |                                   | Premier tour 10 juin 2012 | Premier tour 10 juin 2012 | Second tour 17 juin 2012 | Second tour 17 juin 2012 |        |  |  |
| |                                   |                           |                           |                          |                          |        |  |  |
| |                                   | Nombre                    | % des inscrits            | Nombre                   | % des inscrits           |        |  |  |
| Inscrits | Inscrits                          | 46 082 104                | 100,00                    | 43 233 648               | 100,00                   |        |  |  |
| Abstentions | Abstentions                       | 19 712 978                | 42,78                     | 19 281 162               | 44,60                    |        |  |  |
| Votants | Votants                           | 26 369 126                | 57,22                     | 23 952 486               | 55,40                    |        |  |  |
| |                                   |                           | % des votants             |                          | % des votants            |        |  |  |
| Bulletins blancs et nuls                                                                                          | Bulletins blancs et nuls          | 416 267                   | 1,58                      | 923 178                  | 3,85                     |        |  |  |
| Suffrages exprimés                                                                                                | Suffrages exprimés                | 25 952 859                | 98,42                     | 23 029 308               | 96,15                    |        |  |  |
| |                                   |                           |                           |                          |                          |        |  |  |
| Étiquette politique                                                                                               | Étiquette politique               | Voix                      | % des exprimés            | Voix                     | % des exprimés           | Sièges |  |  |
| |                                   |                           |                           |                          |                          |        |  |  |
| | Parti socialiste                  | 7 618 326                 | 29,35                     | 9 420 889                | 40,91                    | 280    |  |  |
| | Europe Écologie Les Verts         | 1 418 264                 | 5,46                      | 829 036                  | 3,60                     | 17     |  |  |
| | Divers gauche                     | 881 555                   | 3,40                      | 709 395                  | 3,08                     | 22     |  |  |
| | Parti radical de gauche           | 428 898                   | 1,65                      | 538 331                  | 2,34                     | 12     |  |  |
| | Majorité présidentielle           | 10 347 043                | 39,86                     | 11 497 651               | 49,93                    | 331    |  |  |
| |                                   |                           |                           |                          |                          |        |  |  |
| | Union pour un mouvement populaire | 7 037 268                 | 27,12                     | 8 740 628                | 37,95                    | 194    |  |  |
| | Divers droite                     | 910 034                   | 3,51                      | 417 940                  | 1,82                     | 15     |  |  |
| | Nouveau Centre                    | 569 897                   | 2,20                      | 568 319                  | 2,47                     | 12     |  |  |
| | Parti radical                     | 321 124                   | 1,24                      | 311 199                  | 1,35                     | 6      |  |  |
| | Alliance centriste                | 156 026                   | 0,60                      | 123 132                  | 0,53                     | 2      |  |  |
| | Droite parlementaire              | 8 994 349                 | 34,66                     | 10 161 218               | 44,12                    | 229    |  |  |
| |                                   |                           |                           |                          |                          |        |  |  |
| | Front national                    | 3 528 663                 | 13,60                     | 842 695                  | 3,66                     | 2      |  |  |
| | Front de gauche                   | 1 793 192                 | 6,91                      | 249 498                  | 1,08                     | 10     |  |  |
| | Le Centre pour la France          | 458 098                   | 1,77                      | 113 196                  | 0,49                     | 2      |  |  |
| | Extrême gauche                    | 253 386                   | 0,98                      | -                        | -                        | 0      |  |  |
| | Écologistes                       | 249 068                   | 0,96                      | -                        | -                        | 0      |  |  |
| | Régionaliste                      | 145 809                   | 0,56                      | 135 312                  | 0,59                     | 2      |  |  |
| | Divers                            | 133 752                   | 0,52                      | -                        | -                        | 0      |  |  |
| | Extrême droite                    | 49 499                    | 0,19                      | 29 738                   | 0,13                     | 1      |  |  |
| Source : Résultats proclamés par les commissions de recensement, publiés par le ministère français de l'Intérieur |                                   |                           |                           |                          |                          |        |  |  |

### Résultats par département
| 59 62 02 60 80 27 76 75 91 92 93 77 94 95 78 08 10 51 52 54 55 57 88 67 68 25 39 70 90 21 58 71 89 18 28 36 37 41 45 44 49 53 72 85 22 29 35 56 14 50 61 16 17 79 86 19 23 87 03 15 43 63 01 07 26 38 42 69 73 74 24 33 40 47 64 09 12 31 32 46 65 81 82 11 30 34 48 66 04 05 06 13 83 84 2A 2B Guyane · (973) Guadeloupe · (971) Martinique · (972) Mayotte · (976) La Réunion · (974) Étranger St Barth · St Martin St-Pierre-et · Miquelon Polynésie · française Nouvelle- · Calédonie Wallis-et- · Futuna |

### Élus du1ertour
36 des 577 circonscriptions ont élu un député dès le 1er tour des élections législatives :
- 25 sont de gauche (22 socialistes, un radical de gauche, un EÉLV et un divers gauche),
- 11 sont de droite (9 UMP, un Nouveau Centre et un divers droite).

| Identité            | Parti | Parti | Circonscription                   | %     |
| ------------------- | ----- | ----- | --------------------------------- | ----- |
| Jean-Marc Ayrault   |       | PS    | Loire-Atlantique (3e)             | 56,21 |
| Jean-Paul Bacquet   |       | PS    | Puy-de-Dôme (4e)                  | 50,91 |
| Delphine Batho      |       | PS    | Deux-Sèvres (2e)                  | 53,18 |
| Huguette Bello      |       | PLR   | La Réunion (2e)                   | 67,14 |
| Véronique Besse     |       | MPF   | Vendée (4e)                       | 57,04 |
| Marie-Odile Bouillé |       | PS    | Loire-Atlantique (8e)             | 51,70 |
| Bernard Cazeneuve   |       | PS    | Manche (4e)                       | 55,39 |
| Frédéric Cuvillier  |       | PS    | Pas-de-Calais (5e)                | 50,66 |
| Carole Delga        |       | PS    | Haute-Garonne (8e)                | 51,62 |
| Sophie Dessus       |       | PS    | Corrèze (1re)                     | 51,45 |
| Henri Emmanuelli    |       | PS    | Landes (3e)                       | 56,07 |
| Laurent Fabius      |       | PS    | Seine-Maritime (4e)               | 52,81 |
| Yannick Favennec    |       | UMP   | Mayenne (3e)                      | 53,94 |
| Laurent Furst       |       | UMP   | Bas-Rhin (6e)                     | 51,68 |
| Annick Girardin     |       | PRG   | Saint-Pierre-et-Miquelon (Unique) | 65,52 |
| Claude Goasguen     |       | UMP   | Paris (14e)                       | 58,11 |
| David Habib         |       | PS    | Pyrénées-Atlantiques (3e)         | 56,31 |
| Jérôme Lambert      |       | PS    | Charente (3e)                     | 54,24 |
| Colette Langlade    |       | PS    | Dordogne (3e)                     | 51,74 |
| Jean Launay         |       | PS    | Lot (2e)                          | 52,76 |
| Patrick Lebreton    |       | PS    | La Réunion (4e)                   | 51,13 |
| Jean Leonetti       |       | UMP   | Alpes-Maritimes (7e)              | 51,10 |
| Lionnel Luca        |       | UMP   | Alpes-Maritimes (6e)              | 51,44 |
| Victorin Lurel      |       | PS    | Guadeloupe (4e)                   | 67,23 |
| Noël Mamère         |       | EELV  | Gironde (3e)                      | 51,98 |
| Alain Marleix       |       | UMP   | Cantal (2e)                       | 50,24 |
| Philippe Martin     |       | PS    | Gers (1re)                        | 52,36 |
| Frédérique Massat   |       | PS    | Ariège (1re)                      | 51,69 |
| Germinal Peiro      |       | PS    | Dordogne (4e)                     | 51,26 |
| Martine Pinville    |       | PS    | Charente (1re)                    | 50,08 |
| Dominique Raimbourg |       | PS    | Loire-Atlantique (4e)             | 55,35 |
| Frédéric Reiss      |       | UMP   | Bas-Rhin (8e)                     | 53,64 |
| Jean-Luc Reitzer    |       | UMP   | Haut-Rhin (3e)                    | 54,80 |
| Alain Rousset       |       | PS    | Gironde (7e)                      | 55,52 |
| Philippe Vigier     |       | NC    | Eure-et-Loir (4e)                 | 50,72 |
| Jean-Luc Warsmann   |       | UMP   | Ardennes (3e)                     | 52,50 |

Quatre candidats (un en Val-d'Oise, 2 en Guadeloupe et un en Martinique) ont obtenu la majorité absolue des suffrages exprimés au premier tour, mais n’ont pas été élus parce que les voix obtenues ne représentaient pas un quart des inscrits.

### Candidats qualifiés pour le2dtour

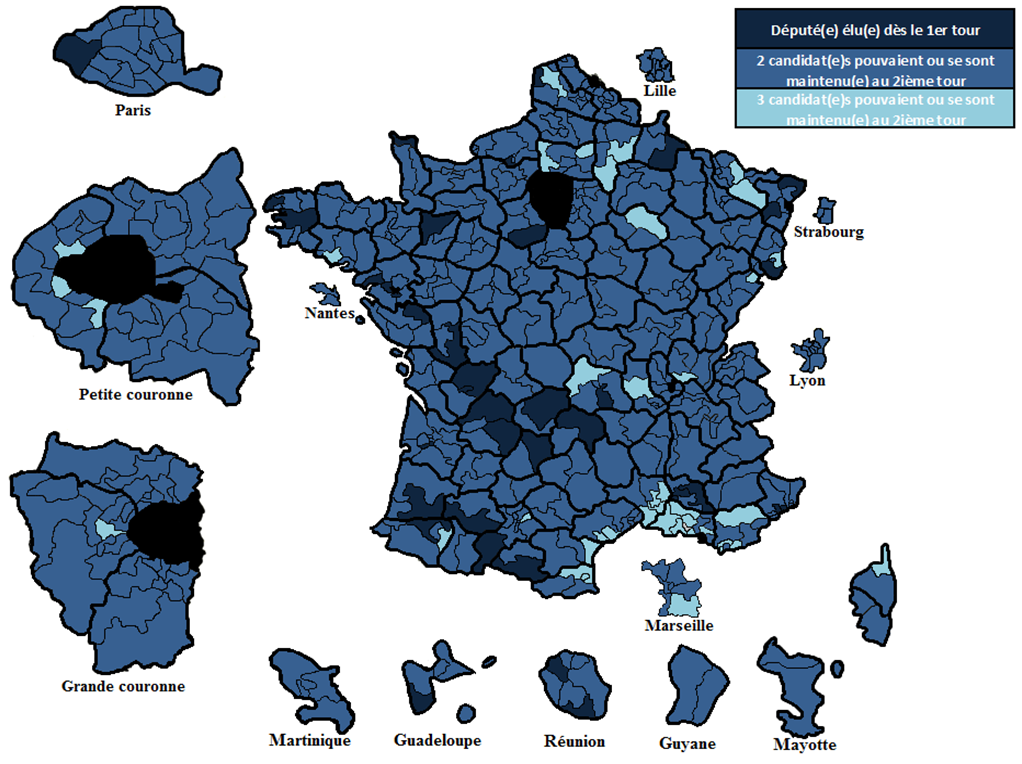
Nombre de candidat(e)s pouvant se maintenir au soir du 2e tour pour chaque circonscription

Parmi les 541 circonscriptions qui n’ont pas été attribuées au premier tour, 495 ont un second tour opposant deux candidats et 46 trois candidats, avant d'éventuels désistements.
Répartition des 495 « duels » :
- 19 duels impliquent le Front de gauche : 15 adversaires sont de gauche, trois de droite et un du Front national ;
- 471 duels impliquent la gauche (PS / PRG / EELV / DVG), dont sept entre deux candidats de gauche : 15 adversaires sont du Front de Gauche, trois régionalistes, quatre du MoDem, cinq de l'Alliance centriste, 417 de droite, 19 du Front national et un du reste de l'extrême droite ;
- huit duels impliquent un parti régionaliste (en Corse, Martinique, Polynésie Française et Nouvelle-Calédonie) : trois adversaires sont de gauche et cinq de droite ;
- cinq duels impliquent le MoDem : quatre adversaires sont de gauche et un de droite ;
- six duels impliquent l'Alliance centriste : cinq adversaires sont de gauche et un de droite ;
- 440 duels impliquent la droite (UMP / RAD / NC / DVD), dont quatre entre deux candidats de droite : trois adversaires sont du Front de gauche, 417 de gauche, cinq régionalistes, un du MoDem, un de l'Alliance centriste et neuf du Front national ;
- 29 duels impliquent le Front national : un adversaire est du Front de gauche, 19 de gauche et neuf de droite ;
- un duel implique l’extrême droite, l’adversaire est de gauche.

Répartition des 46 « élections triangulaires » :
- 11 élections triangulaires opposent la gauche et la droite : sept impliquent deux candidats de gauche et un de droite et quatre impliquent deux candidats de droite et un de gauche ;
- 33 élections triangulaires opposent la gauche et la droite à un troisième parti : un avec le Front de gauche, un avec un parti régionaliste, un avec le MoDem et 30 avec le Front national ;
- une élection triangulaire oppose le Front de gauche, la gauche et le Front national ;
- une élection triangulaire oppose le Front de gauche, la droite et le Front national.

Pour le second tour, le Front de gauche a qualifié 22 candidats sur 558 (18 en duels et quatre en triangulaires), les régionalistes neuf (huit en duels et un en triangulaire), le MoDem six sur 344 (cinq en duels et un en triangulaire), l'Alliance centriste six sur 50 (six en duels), le Front national 61 sur 571 (29 en duels et 32 en triangulaires) et le reste de l’extrême droite un (en duel). Ce décompte ne prend pas en considération les désistements volontaires de candidats pouvant se maintenir avant le dépôt des candidatures pour le second tour.

### Candidats uniques du second tour après désistements
Quinze candidats n'ont pas d'adversaire pour le second tour, ils sont donc assurés d'être élus, : 
- Nicolas Sansu (FG), 2e circonscription du Cher
- Jean-Jacques Candelier (FG), 16e circonscription du Nord
- Marc Dolez (FG), 17e circonscription du Nord
- Anne-Lise Dufour-Tonini (PS), 19e circonscription du Nord
- Bernard Debré (UMP), 4e circonscription de Paris
- Luce Pane (PS), 3e circonscription de la Seine-Maritime
- Catherine Troallic (PS), 8e circonscription de la Seine-Maritime
- Alexis Bachelay (PS), 1re circonscription des Hauts-de-Seine
- Bruno Le Roux (PS), 1re circonscription de la Seine-Saint-Denis
- Marie-George Buffet (FG), 4e circonscription de la Seine-Saint-Denis
- Élisabeth Guigou (PS), 6e circonscription de la Seine-Saint-Denis
- Razzy Hammadi (PS), 7e circonscription de la Seine-Saint-Denis
- François Asensi (FG), 11e circonscription de la Seine-Saint-Denis
- Jean-Luc Laurent (MRC), 10e circonscription du Val-de-Marne
- Jean-Yves Le Bouillonnec (PS), 11e circonscription du Val-de-Marne

### Nuances politiques des députés élus
- Front de gauche : 10 dont :
  - Fédération pour une alternative sociale et écologique : 2
  - Parti communiste français : 7
  - Parti de gauche : 1
- Mouvement indépendantiste martiniquais (classification du ministère de l'Intérieur : « Régionaliste ») : 2
- Majorité présidentielle : 331
  - Parti socialiste : 280 (dont 1 Parti socialiste guyanais, 1 À gauche en Guyane)
  - Europe Écologie Les Verts : 17 (dont 1 Union démocratique bretonne)
  - Parti radical de gauche : 12
  - « Divers gauche » (classification du ministère de l'Intérieur) : 22 dont :
    - Mouvement républicain et citoyen : 3
    - Mouvement pour la Réunion : 1
    - Mouvement unitaire progressiste : 1
    - Guadeloupe unie, solidaire et responsable : 1
    - Parti progressiste martiniquais : 1
    - Sans étiquette : 15 dont :
      - 8 exclus du Parti socialiste pour être entré en dissidence avec le candidat choisi par les instances nationales PS-EELV début 2012
      - 1 exclu du PS pour être entré en dissidence avec le candidat à la députation choisi par les instances nationales en 2007
      - 1 ex-Union pour un mouvement populaire
      - 6 n'ayant jamais appartenu à aucun parti politique
- « Le Centre pour la France » : 2 du MoDem
- Droite parlementaire : 229
  - Union pour un mouvement populaire : 194 (dont 1 Centre national des indépendants et paysans, 2 Parti chrétien-démocrate)
  - Nouveau Centre : 12
  - Parti radical : 6
  - Alliance centriste : 2
  - Divers droite : 15 dont
    - Mouvement pour la France : 1
    - Debout la République : 2
    - Tahoeraa huiraatira : 3
    - Territoires en mouvement : 1
    - Calédonie ensemble : 2
    - Sans étiquette : 6 dont
      - 1 ex-Mouvement pour la France
      - 1 exclu de l'UMP pour être entré en dissidence avec le candidat choisi par les instances nationales début 2012
      - 4 n'ayant jamais appartenu à aucun parti
- Extrême droite : 3 dont :
  - « Rassemblement bleu Marine » (classification du ministère de l'Intérieur : « Front national ») : 2
    - Front national : 1
    - Sans étiquette : 1 (ex-PS puis RPR/UMP)

  - Ligue du Sud (classification du ministère de l'Intérieur : « Extrême droite ») : 1

## Composition de l'Assemblée nationale

Composition de la nouvelle législature par groupe politique.

| Groupe parlementaire                      | Groupe parlementaire                      | Groupe parlementaire                            | Députés                                   | Députés                                   | Députés | Président déclaré           |
| Groupe parlementaire                      | Groupe parlementaire                      | Groupe parlementaire                            | Membres                                   | Apparentés                                | Total   | Président déclaré           |
| ----------------------------------------- | ----------------------------------------- | ----------------------------------------------- | ----------------------------------------- | ----------------------------------------- | ------- | --------------------------- |
|                                           | SRC                                       | Socialiste, républicain et citoyen              | 279                                       | 16                                        | 295     | Bruno Le Roux               |
|                                           | UMP                                       | Union pour un mouvement populaire               | 185                                       | 11                                        | 196     | Christian Jacob             |
|                                           | UDI                                       | Union des démocrates et indépendants            | 29                                        | 0                                         | 29      | Jean-Louis Borloo           |
|                                           | ECO                                       | Écologiste                                      | 18                                        | 0                                         | 18      | François de Rugy            |
|                                           | RRDP                                      | Radical, républicain, démocrate et progressiste | 15                                        | 0                                         | 15      | Roger-Gérard Schwartzenberg |
|                                           | GDR                                       | Gauche démocrate et républicaine                | 15                                        | 0                                         | 15      | André Chassaigne            |
|                                           |                                           |                                                 |                                           |                                           |         |                             |
| Total de députés membre de groupes        | Total de députés membre de groupes        | Total de députés membre de groupes              | Total de députés membre de groupes        | Total de députés membre de groupes        | 568     |                             |
|                                           | Députés non-inscrits                      | Députés non-inscrits                            | Députés non-inscrits                      | Députés non-inscrits                      | 9       |                             |
|                                           |                                           |                                                 |                                           |                                           |         |                             |
| Total des sièges pourvus                  | Total des sièges pourvus                  | Total des sièges pourvus                        | Total des sièges pourvus                  | Total des sièges pourvus                  | 577     |                             |
| Total des sièges vacants et non attribués | Total des sièges vacants et non attribués | Total des sièges vacants et non attribués       | Total des sièges vacants et non attribués | Total des sièges vacants et non attribués | 0       |                             |